# Atentatul din Oklahoma City
Atentatul din Oklahoma City a fost un act de terorism domestic asupra clădirii guvernamentale Alfred Murrah⁠(d) în Oklahoma City, Oklahoma, Statele Unite pe data de 19 aprilie 1995 la ora 9:02 AM. Comis de către Timothy McVeigh și Terry Nichols, 168 de persoane și-au pierdut viața în urma atentatului, 680 au fost rănite, iar o treime din clădire a fost distrusă. Suflul exploziei a distrus sau avariat alte 324 clădiri pe o rază de 16 străzi, a spart geamurile a peste 258 de clădiri din apropiere și a distrus sau incendiat 86 de mașini, cauzând pagube materiale estimate la 652 milioane de dolari. Ample eforturi de salvare au fost întreprinse de către agențiile locale, statale, guvernamentale și globale în urma atacului cu bombă, donații substanțiale fiind primite din întreaga țară. Federal Emergency Management Agency⁠(d) (FEMA) a activat unsprezece echipe urbane specializate în căutare și salvare formate din 665 de salvatori care au asistat la operațiunile de recuperare și salvare. Bombardarea clădirii din Oklahoma City a reprezentat până la atacurile din 11 septembrie - care vor avea loc șase ani mai târziu - cel mai mare atac terorist din Statele Unite⁠(d) și încă rămâne cel mai mortal incident de terorism domestic din istoria Statelor Unite.
În 90 de minute de la explozie, McVeigh a fost oprit de către polițistul Charlie Hanger al patrulei de poliție Oklahoma pe motiv că circula fără plăcuța de înmatriculare și a fost arestat pentru port ilegal de armă. Dovezile criminaliste l-au legat pe McVeigh și Nicholas de atentat; Nicholas a fost arestat, urmând ca în câteva zile ambii să fie puși sub acuzare. Michael și Lori Fortier au fost identificați mai târziu ca fiind complici ai acestora. McVeigh, veteran al războiului din Golf și simpatizant al mișcărilor paramilitare americane⁠(d), a detonat o mașină închiriată prin serviciul Ryder⁠(d) plină de explozibili în parcarea din fața clădirii. Co-conspiratorul său, Nichols, a asistat la pregătirea bombei. Motivat de ura față de guvernul Statelor Unite și nemulțumit de modul în care acesta a acționat în cazul incidentului Ruby Ridge în 1992, respectiv în asediul de la Waco din 1993, McVeigh și-a plănuit atacul în așa fel încât să coincidă cu cea de-a doua aniversare a conflictului sângeros care a încheiat asaltul asupra membrilor cultului Branch Davidian⁠(d) în Waco, Texas.
Ancheta oficială, cunoscută sub acronimul „OKBOMB”, a constat din 28.000 de interviuri, adunarea a puțin sub 3,5 tone de dovezi (3.200 kg) și colectarea a aproape un miliard de informații de către agenții FBI. Atentatorii au fost judecați și condamnați în 1997. McVeigh a fost executat prin injecție letală pe data de 11 iunie 2001, iar Nicholas a fost condamnat la închisoare pe viață în 2004. Michael și Lori Fortier au depus mărturie împotriva lui McVeigh și Nichols; Michael a fost condamnat la 12 ani de închisoare pentru neinformarea guvernului Statelor Unite cu privire la planul atentatului, iar soției sale, Lori, i s-a acordat imunitate în schimbul propriei mărturii.
În urma atentatului, congresul Statelor Unite a adoptat Antiterrorism and Effective Death Penalty Act⁠(d) în 1996, lege care înăsprește standardele pentru habeas corpus în Statele Unite și introduce noi măsuri privitoare la protecția clădirilor guvernamentale cu scopul de a împiedica viitoare atacuri teroriste. Pe 19 aprilie 2000, un monument comemorativ a fost ridicat în zona clădirii guvernamentale Murrah. Aici se organizează anual ceremonii în memoria victimelor, exact în intervalul orar în care explozia a avut loc în 19 aprilie 1995.

## Organizarea

### Motive
Principalii conspiratori, Timothy McVeigh și Terry Nichols, s-au întâlnit în 1988 la Fort Benning în timpul antrenamentului⁠(d) pentru armata Statelor Unite. Michael Fortier, complicele lui McVeigh, i-a fost coleg în armată. Cei trei împărtășeau un interes pentru survivalism. Aceștia și-au exprimat dezacordul față de acțiunile guvernului în conflictul din 1992 dintre FBI și Randy Weaver la Ruby Ridge, respectiv față de asaltul de la Waco din 1993 între FBI și membrii Branch Davidian - durata conflictului fiind de 51 de zile - care a început cu o încercare a Bureau of Alcohol, Tobacco, Firearms and Explosives de a executa un mandat de percheziție și a degenerat într-un conflict armat. Acesta s-a încheiat cu incendierea și uciderea lui David Koresh și a altor 75 de membri. În martie 1993, McVeigh a vizitat zona Waco în timpul conflict și a doua oară după încheierea acestuia. McVeigh a decis mai târziu să atace clădirea ca răspuns la aceste raiduri.

### Selectarea obiectivului

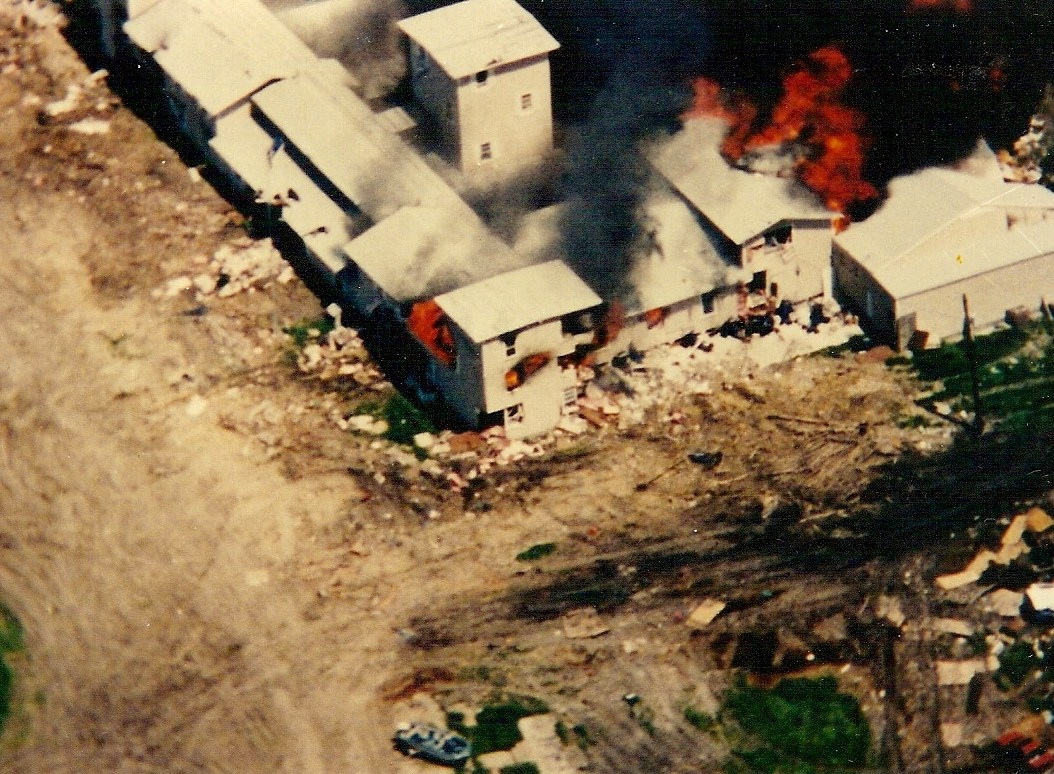
McVeigh și Nichols au citat acțiunile guvernului împotriva membrilor Branch Davidian în asaltul de la Waco din 1993 (observat în poză) ca fiind unul din motivele pentru ca au atacat clădirea guvernamentală Murrah.

McVeigh a declarat mai târziu că a contemplat asasinarea procurorului general Janet Reno, Lon Horiuchi și a altor persoane în locul bombardării clădirii, iar în urma atentatului a afirmat că era de preferat comiterea unor asasinări în locul atentatului. Inițial a plănuit doar să distrugă clădirea, însă a decis mai târziu că mesajul său ar avea un impact mai puternic dacă în urma atacului și-ar pierde viața numeroase persoane. Criteriul lui McVeigh în selectarea posibilelor obiective era că acestea trebuiau să includă cel puțin două din cele trei agenții guvernamentale⁠(d): Bureau of Alcohol, Tobacco, Firearms and Explosives, Biroul Federal de Investigații și Drug Enforcement Administration. Acesta a considerat prezența în clădire a unor echipe din Serviciile Secrete⁠(d) și U.S. Marshals Service⁠(d) drept bonus.
Locuitor al orașului Kingman, Arizona, McVeigh a luat în considerare obiective din Missouri, Arizona, Texas și Arkansas. A declarat în biografia sa că dorea să minimalizeze pierderilor nonguvernamentale, eliminând astfel dintre posibilele ținte Turnul Simmons⁠(d) din Little Rock, Arkansas deoarece la parterul clădirii exista o florărie. În decembrie 1994, McVeigh și Fortier au vizitat Oklahoma City pentru a inspecta ținta lui McVeigh: clădirea guvernamentală Alfred P. Murrah. Clădirea Murrah a fost în trecut - octombrie 1983 - și ținta grupului supremațist The Covenant, The Sword, and the Arm of the Lord⁠(d), inclusiv a întemeietorilor James Ellison și Richard Snell. Grupul a plănuit să parcheze „o mașină sau remorcă în fața clădirii guvernamentale și să o distrugă folosind rachete detonate contractronometru”. În urma recursului respins al lui Snell într-un dosar în care era acuzat de uciderea a două persoane, acesta a fost executat în aceeași zi cu bombardarea clădirii.
Clădirea de nouă etaje, construită în 1977, a fost numită după judecătorul guvernamental Alfred P. Murrah și găzduia paisprezece agenții guvernamentale printre care DEA, ATF, Social Security Administration și birouri de recrutare pentru armată și marină. Clădirea Murrah a fost aleasă datorită fațadei din sticlă - se aștepta ca aceasta să fie distrusă de impactul exploziei - și locului de parcare de vizavi care ar putea amortiza și disipa o parte din impact, protejând locuitorii clădirilor nonguvernamentale din apropiere. Mai mult, McVeigh a considerat că spațiul deschis din jurul clădirii oferă posibilitatea realizării unor fotografii în scopuri propagandiste. Atacul a fost plănuit pentru data de 19 aprilie 1995, pentru a coincide cu aniversarea asaltului de la Waco și aniversarea a 220 de ani de la bătăliile de la Lexigton și Concord.

### Materialele
McVeigh și Nichols au cumpărat sau furat materialele necesare construcției bombei și le-au depozitat în magazii închiriate. În august 1994, McVeigh a obținut nouă Kinestiks⁠(d)-uri de la colecționarul de arme Roger E. Moore și a detonat dispozitivele alături de Nichols în fața casei sale din Herington, Kansas. Pe 30 septembrie 1994, Nichols a cumpărat 40 de pungi (o cantitate de 23 kg) de îngrășământ cu azotat de amoniu din Mid-Kansas Coop în McPherson, Kansas, suficient cât să fertilizeze 5.1 hectare de pământ la o rată de 73 kg de azot per acru (0.40 hectare), o cantitate utilizată în general pentru porumb. Nicholas a mai cumpărat încă 23 kg pe 18 octombrie 1994. McVeigh l-a abordat pe Fortier și i-a cerut să-l ajute la construirea bombei, însă acesta a refuzat.
Mai departe, McVeigh și Nicholas l-au jefuit pe Moore, acestuia din urmă fiindu-i furate arme, aur, argint și bijuterii în valoare de 60.000 de dolari. Toate acestea au fost transportate cu mașina victimei. McVeigh i-a scris o scrisoare lui Moore în care afirma că jaful a fost comis de către agenții guvernamentali. Obiectele furate au fost mai târziu găsite în casa lui Nicholas și într-o magazie pe care acesta o închiriase.
În octombrie 1994, McVeigh i-a arătat lui Michael Fortier și soției sale, Lori, diagrama bombei pe care dorea să o construiască. McVeigh plănuia să construiască o bombă care să conțină peste 2.300 kg de azotat de amoniu amestecat cu aproape 540 kg de nitrometan și 160 kg de Tovex⁠(d). Luând în considerare greutatea celor 16 bidoane în care amestecul exploziv urma să fie depozitat, bomba urma să aibă o greutate de 3.200 kg. McVeigh și-a dorit la început să utilizeze combustibil de rachetă cu hidrazină, însă s-a dovedit că era mult prea scump. În timpul cursei de dragstere NHRA Mello Yello Drag Racing Series⁠(d) din Texas Motorplex, McVeigh, prezentându-se drept participant, a încercat să obțină 55 de galoane de nitrometan pe motiv că el și prietenii săi motocicliști aveau nevoie de combustibil pentru cursă, deși în cadrul acestei competiții nu existau astfel de motociclete, iar acesta nu deținea licența NHRA necesară pentru o astfel de achiziție. Refuzat de către unul dintre reprezentanți, Steve LeSueur, deoarece atitudinea sa părea suspectă, acestuia i s-a permis într-un final să cumpere trei butoaie de la un alt reprezentant. Tim Chambers, cel de la care McVeigh achiziționase combustibilul, a pus sub semnul întrebării decizia sa de a cumpăra trei butoaie pe motiv că un Top Fuel Harley are nevoie de doar 1-5 galoane de nitrometan. La scurtă vreme după ce l-a refuzat pe McVeigh, LeSueur a raportat incidentul Biroului Federal de Investigații.
McVeigh a închiriat un depozit în care păstra șapte lăzi de 46 cm cu Tovex, 80 de bobine pentru detonator și 500 de detonatoare electrice pe care acesta și Nichols le-au furat din cariera Martin Marietta Aggregates în Marion, Kansas. A decis să nu fure din cele 18.000 de kilograme de ANFO pe care le-a descoperit la fața locului, considerând că nu este suficient de puternică (cu toate că a obținut șaptesprezece pachete de ANFO din altă sursă). McVeigh a realizat o bombă prototip folosind o sticlă de Gatorade plină cu granule de azotat de amoniu, nitrometan, a bucată de Tovex și un detonator. Prototipul a fost detonat în deșert pentru a nu fi descoperit.
Cu privire la mentalitatea militară adoptată în timpul pregătirilor, acesta a declarat că „înveți cum să abordezi uciderea în armată. Am suportat consecințele, dar înveți să le accepți”. Și-a comparat acțiunile mai degrabă cu lansarea bombelor atomice de la Hiroshima și Nagasaki decât cu atacul de la Pearl Harbour, motivând necesitatea de a preveni cât mai multe pierderi umane.
Pe 14 aprilie 1995, McVeigh a plătit o cameră de motel la Motelul DreamLand în Junction City, Kansas. În următoarea zi a închiriat un Ford F-700 din 1993 prin serviciul Ryder sub pseudonimul Robert D. Kling adoptat deoarece acesta cunoștea un soldat numit Kling cu care împărtășea anumite caracteristici fizice și îi reamintea de războinicii Klingon din Star Trek. Pe 16 aprilie 1995, a condus către Oklahoma City alături de Terry Nichols cu scopul de a parca o mașină de evadare la câteva străzi distanță de clădirea guvernamentală Alfred P. Murrah. Camera de luat vederi a clădirii Regency Towers a înregistrat camioneta GMC de culoare albastră a lui Nichols pe 16 aprilie. După îndepărtarea numărului de înmatriculare, acesta a acoperi numărul de identificare al automobilului cu textul „Nu este abandonată. Vă rugăm nu o remorcați. O vom muta pe 23 aprilie. (Are nevoie de baterie și cablu)”. După, ambii s-au reîntors în Kansas.

### Construcția bombei

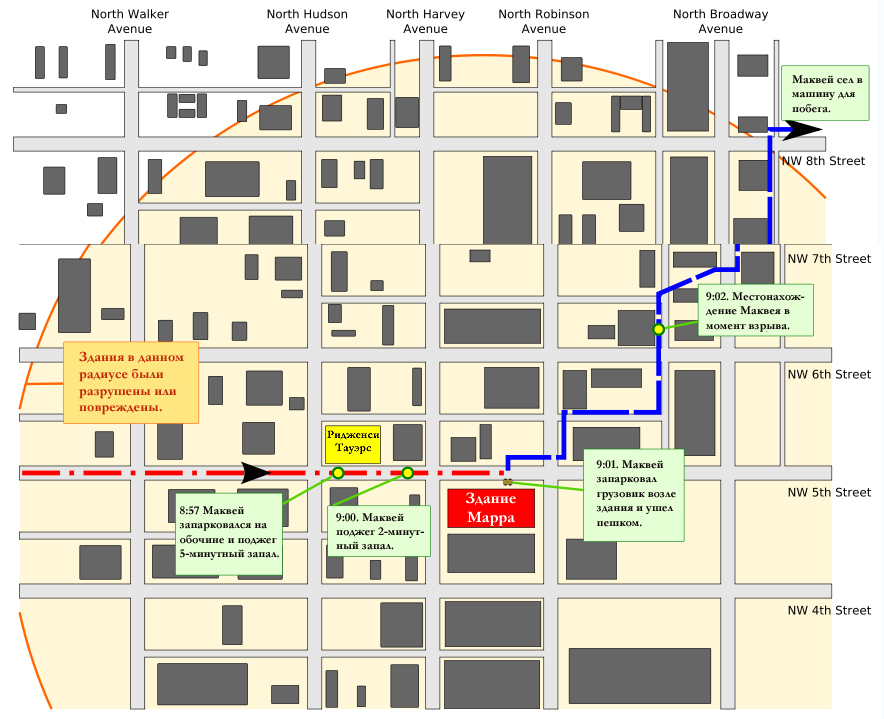
Acțiunile întreprinse de McVeigh în ziua atentatului. Linia roșie reprezintă traseul parcurs cu mașina Ryder, iar cea albastră traseul parcurs pe jos.

Pe 17-18 aprilie 1995, McVeigh și Nichols au încărcat bombele din depozitul închiriat din Herington, Kansas, unde Nichols locuia, în camioneta închiriată. Aceștia au condus până la Geary Lake State Park unde au reîntărit podeaua camionetei cu scânduri pentru a putea susține cele 13 butoaie și au amestecat chimicalele utilizând găleți de plastic și un cântar de baie. Fiecare butoi cântărea aproape 230 kg. McVeigh a stocat mai mult material explozibil pe partea șoferului, material pe care îl putea aprinde de la o distanță scurtă cu pistolul Glock 21 în cazul în care fitilul principal eșua. Pe parcursul procesului McVeigh, Lori Fortier - soția lui Michael Fortier - a mărturisit că McVeigh a aranjat butoaiele în așa fel încât să poată controla energia exploziei. Acest fapt a fost materializat prin burarea panoului din aluminiu al mașinii cu pungi cu azotat de amoniu pentru a direcționa puterea exploziei către clădire. Mai precis, McVeigh a aranjat butoaiele în forma unui J întors; acesta a precizat mai târziu că pentru a obține un impact cât se poate de puternic, ar fi putut aranja butoaiele astfel încât acestea să fie cât mai aproape de clădirea Murrah. Totuși, o astfel de distribuție inegală a celor 3.200 kg ar fi putut rupe o osie, răsturnând sau înclinând într-o parte mașina, fapt care ar fi atras atenția. Majoritatea butoaielor de ANNM conțineau cilindri metalici cu acetilentă pentru a accentua explozia și efectele acesteia.
McVeigh a mai adăugat un sistem de aprindere cu fitil dublu accesibil din cabina camionetei. Acesta a forat două găuri sub scaunul mașinii, iar altele două în corpul mașinii. Un fitil verde de artilerie a fost trecut prin fiecare gaură și tras în cabina șoferului. Aceste fitiluri erau legate printr-un tub de plastic la două seturi de detonatoare nonelectrice care puteau aprinde în jur de 160 kg din explozibilii furați de McVeigh din carieră. Tubulatura a fost vopsită în galben pentru a fi compatibilă cu aspectul mașinii și lipită cu bandă adezivă de perete pentru a nu fi ușor de desprins. Fitilurile au fost pregătite pentru aprinderea celor 160 kg de Tovex Blastrite Gel - explozibil cu gel pe bază de apă; aceștia vor porni la rândul lor configurația butoaielor. Din cele 13 butoaie, nouă conțineau azotat de amoniu și nitrometan, iar patru un amestec de fetilizator cu aproape 15 litri de motorină. Materialele și instrumentele suplimentare utilizate în construcția bombei au fost abandonate în camionetă pentru a fi distruse în explozie. După terminarea bombei, cei doi au luat-o pe căi diferite: Nichols s-a întors acasă în Herington și McVeigh a condus spre Junction City. Bomba a costat aproape 5000 de dolari.

## Atentatul

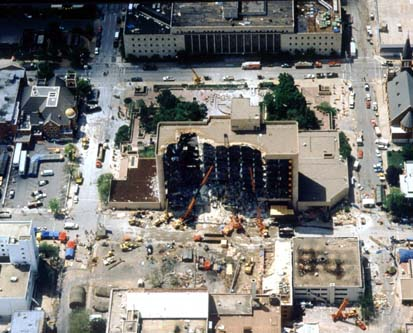
O perspectivă aeriană din partea nordică a clădirii.

Planul original a lui McVeigh era să detoneze bomba la 11:00 a.m., însă în dimineața zilei de 19 aprilie 1995, a decis să distrugă clădirea la 9:00 a.m. Îm timp ce conducea către clădirea guvernamentală Murrah în camioneta închiriată, McVeigh avea alături de el un plic care conținea pagini din lucrarea Caietele lui Turner - povestea ficțională a supremaciștilor albi care pornesc o revoluție prin distrugerea sediului central al FBI la 9:15 într-o dimineața prin utilizarea unei mașini capcană (VBIED)⁠(d). McVeigh purta un tricou pe care era imprimat motto-ul comunității Virginia, Sic semper tyrannis („Astfel întotdeauna pentru tirani” - conform legendei, această expresie a fost utilizată de către Brutus când l-a asasinat pe Iulius Cezar și a fost strigată de John Wilkes Booth imediat după asasinarea lui Abraham Lincoln) și „Pomul libertății trebuie reîmprospătat din când în când cu sângele patrioților și al tiranilor” (din Thomas Jefferson). De asemenea, acesta avea asupra sa un plic plin cu materiale revoluționare printre care era un abțibild cu sloganul lui Thomas Jefferson „Când guvernul se teme de cetățeni, există libertate. Când poporul se teme de guvern, există tiranie”. McVeigh a scris dedesubt „Poate acum va fi libertate!” alături de citatul scris de mână din John Locke care afirmă că un om are dreptul să ucidă pe cineva care îi constrânge libertatea.
McVeigh a intrat în Oklahoma la 8:50 a.m. La 8:57 a.m., camera de vederi a clădirii Regency Towers, cea care a înregistrat mașina de tractare a lui Nichols trei zile mai devreme, înregistrează de data aceasta camioneta Ryder care se îndrepta către clădirea Murrah. În același moment, McVeigh a aprins fitilul cu o durată de 5 minute. Trei minute mai târziu, încă la o stradă distanță, a aprins fitilul cu o durată de 2 minute. A parcat camioneta Ryder într-o zona din fața clădirii, situată sub grădinița acesteia; a ieșit din mașină, a închis-o și a plecat spre mașina de evadare⁠(d). În timp ce se îndrepta către aceasta, și-a aruncat cheile camionetei.
La 9:02 a.m. (14:02 UTC), camioneta Ryder, încărcată cu peste 2.200 kg de îngrășământ cu azotat de amoniu, nitrometan și motorină, a explodat în fața părții de nord a clădirii guvernamentale de nouă etaje Alfred P. Murrah. Sute de oameni au fost uciși sau răniți. O treime din clădire a fost distrusă de explozia care a creat un crater de 9.1 metri lățime și 2.4 metri adâncime pe strada 5 NW de lângă clădire. Suflul exploziei a distrus sau avariat 324 de clădiri pe o rază de 16 străzi și a spart geamurile a 258 de clădiri din apropiere. Doar sticla spartă a cauzat 5% din totalul de pierderi de vieți umane și 69% din rănile din afara clădirii. Suflul a distrus sau incendiat 86 de mașini din jurul zonei. Distrugerea clădirii a lăsat pe drumuri câteva sute de oameni și a închis numeroase birouri din centrul orașului Oklahoma City. S-a estimat că explozia a cauzat pagube materiale de 652$ milioane de dolari.
Efectele suflului au fost echivalente cu peste 2.300 kg de TNT și s-a putut auzi și simți de la 89 km depărtare. Seismografele Muzeului de Știință din Oklahoma⁠(d), aflate la 6.9 km depărtare, și cele din Norman, Oklahoma, aflate de 25.9 km depărtare, au înregistrat suflul exploziei, acest măsurând aproximativ 3.0 pe scara Richter.

## Arestările
Inițial, Biroul Federal a pornit de la trei ipoteze privitoare la responsabilii atacului. Prima a fost teroriști internaționali, posibil același grup care a săvârșit bombardarea Turnurilor Gemene⁠(d) doi ani mai devreme. De asemenea, FBI-ul a luat în considerare posibilitatea ca un cartel de droguri⁠(d) să fi comis această faptă drept act de răzbunare împotriva agenților DEA, în clădire fiind birouri ale acestei agenții. Ultima ipoteză a fost aceea că atentatul a fost înfăptuit de indivizi cu convingeri antiguvernamentale radicale cu scopul de a porni o revoluție împotriva guvernului.

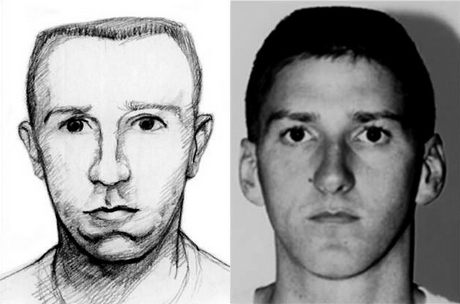
Protretul realizat de FBI (stânga) și McVeigh (dreapta).

McVeigh a fost arestat în 90 de minute de la explozie în timp ce conducea spre nord pe autostrada interstatală 35⁠(d) lângă Perry în Noble County, Oklahoma. Agentul poliției Oklahoma, Charlie Hanger, l-a oprit pe McVeigh deoarece acesta conducea un Mercury Marquis din 1977 fără număr de înmatriculare și l-a arestat pe motiv că purta armă ilegal. Acesta a declarat o adresă falsă, pe cea a fratelui lui Terry Nichols, James, din Michigan. După ce a fost închis, Hanger a căutat prin mașina sa de poliție și a găsit un business card pe care McVeigh l-a ascuns cât timp era încătușat. Pe spatele cardului - care aparținea de un magazin militar din Wisconsin - era redactat textul „TNT la 5$ bucata. Am nevoie de mai mult”. Cardul a fost utilizat pe post de dovadă în cadrul procesului.
În timp ce investigau numărul de înmatriculare de pe osia camionului utilizat în atentat și rămășițele plăcuței de înmatriculare, agenții guvernamentali au reușit să asocieze camioneta cu o anumită agenție Ryder din Junction City, Kansas. Utilizând o schiță creată cu ajutorul lui Eldon Elliot, proprietarul agenției, agenții au reușit să găsească legături între atentat și McVeigh. Acesta din urmă a fost identificat și de Lea McGown de la motelul Dreamland care declara că își reamintește când McVeigh a parcat o camionetă Ryder de culoare galbenă în zonă; McVeigh a semnat cu numele real când a închiriat camera de motel și a menționat aceeași adresă găsită pe buletinul contrafăcut, respectiv pe declarația de a stația de poliție din Perry. Înainte de a-și utiliza propriul nume la motel, acesta a făcut apel la nume false în tranzacții. Totuși, McGown preciza, „Oamenii sunt atât de obișnuiți să semneze cu numele propriu încât când folosesc un nume fals, aproape întotdeauna când se pregătesc să-l noteze stau și se gândesc pe moment de parcă ar încerca să-și amintească noul nume pe care doresc să-l utilizeze. Asta a făcut [McVeigh], iar când s-a uitat către mine, am început să-i vorbesc și asta l-a speriat”.
După 21 aprilie 1995, instanța s-a sesizat cu privire la acuzațiile de port ilegal de armă, însă înainte de a-l elibera pe McVeigh, agenții guvernamentali l-au ținut în custodie în timp ce investigația atentatului progresa. În loc să vorbească cu anchetatorii despre atentat, McVeigh a cerut un avocat. O mulțime agitată s-a adunat în fața închisorii după ce au realizat că prezența poliției și a elicopterelor denota că suspectul atentatului era reținut înăuntru. După ce cererile lui McVeigh de a primi o vestă antiglonț sau de a fi transportat cu elicopterul i-au fost respinse, autoritățile au utilizat totuși un elicopter pentru a-l transporta din Perry în Oklahoma City.
Agenții au obținut un mandat de percheziție a locuinței tatălui lui McVeigh, Bill, urmând mai apoi să dărâme ușa de la intrare și să instaleze în casa și în telefon echipamente de înregistrare⁠(d). Anchetatorii FBI au folosit informațiile adunate și adresa falsă a lui McVeigh cu scopul de a începe căutările fraților Nichols, Terry și James. Pe 21 aprilie 1995, Terry a aflat că este căutat și s-a predat. Investigatorii au descoperit dovezi incriminatoare în casa sa: azotat de amoniu și detonatoare, burgiu electric utilizat în distrugerea lacătelor de la carieră, cărți despre construcția de bombe, o copie a lucrării Hunter - o nuvelă scrisă în 1989 de William Luther Pierce, fondatorul și președintele organizației National Alliance (în română: Alianța Națională), un grup naționalist - și o hartă desenată cu mâna a centrului orașului Oklahoma City, hartă pe care clădirea Murrah și locul de parcare al mașinii pe care McVeigh a utilizat-o după comiterea atentatului erau marcate. După un interogatoriu de nouă ore, Terry Nichols a fost reținut în custodie până la proces. Pe 25 aprilie 1995, James Nichols a fost arestat, însă a fost eliberat după 32 de zile datorită lipsei de dovezi incriminatoare. Sora lui McVeigh, Jennifer, a fost acuzată de expedierea ilegală prin serviciul poștal a unor gloanțe către McVeigh, însă i-a fost garantată imunitatea în schimbul depunerii mărturiei împotriva acestuia.
Ibrahim Ahmad, un american de origine iordaniană care călătoarea spre Oklahoma City pentru a-și vizita familia în Iordania pe 19 aprilie 1995, a fost de asemenea arestat în ceea ce era descris drept „răspunsul inițial”. Exista îngrijorarea că teroriștii din Orientul Mijlociu ar putea fi în spatele acestui atac. Mai multe investigații realizate l-au dezincriminat pe Ahmad de orice implicare în atentat.

## Victime

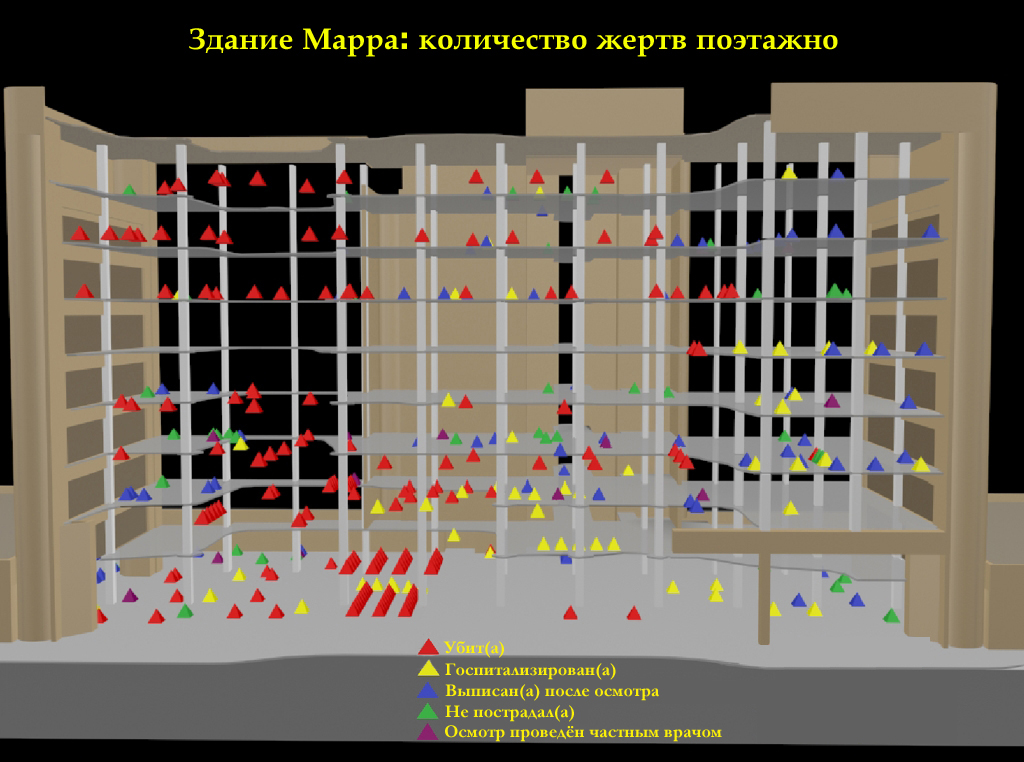
O schiță detaliată care prezintă locația victimelor pe etaje în clădirea federală Alfred P. Murrah.

S-a estimat că un număr de 646 de persoane erau în interiorul clădirii când bomba a fost declanșată. Până la finalul zilei, 14 adulți și 6 copii au fost declarați morți și peste 100 de răniți. Bilanțul victimelor a fost stabilit la 168 de morți, fără să fie inclus și un picior stâng amputat care ar fi putut aparține celei de-a 169 victime, încă neidentificate, sau ar fi putut să aparțină oricăreia dintre cele opt victime înmormântate cu piciorul stâng amputat. Majoritatea morților au fost rezultat în urma prăbușirii clădirii și nu din cauza suflului exploziei. În categoria celor uciși sunt cele 163 de persoane care erau în clădirea guvernamentală Alfred P. Murrah, o persoană în clădirea ateniană, o femeie în parcarea de pe partea cealaltă a străzii, un bărbat și o femeie din clădirea Oklahoma Water Resources și un salvator lovit mortal de către rămășițe.
Victimele, inclusiv trei femei însărcinate, aveau vărste cuprinse între 3 luni și 73 de ani. Dintre cei morți, 108 erau în slujba guvernului federal: Drug Enforcement Administration (5 persoane), Serviciile Secrete (6 persoane), Department of Housing and Urban Development (35 de persoane), Departamentul de Agricultură (7 persoane), Biroul vamal (2 persoane), Department of Transportation/Federal Highway (11 persoane), General Services Administration (2 persoane) și Social Security Administration (40 de persoane). Opt dintre victimele guvernului erau agenți guvernamental. Dintre aceștia, patru erau membri ai Serviciilor Secrete ale Statelor Unite, doi erau membri ai Serviciilor Vamale ale Statelor Unite, unul membru al Drug Enforcement Administration, iar unul membru al Department of Housing and Urban Development⁠(d). Șase dintre victime erau personal militar; doi membri ai armatei, doi membri ai forțelor aeriene și doi ai forțelor marine. Restul victimelor erau civili, inclusiv 19 copii, dintre care 15 erau în grădinița din interiorul clădirii. Corpurile celor 168 de victime au fost identificate într-o morgă temporară stabilită la fața locului. O echipă de 24 de persoane au identificat victimele utilizând raze X, examinări dentale, amprente, teste de sânge și teste ADN. Peste 680 de persoane au fost rănite. Majoritatea rănilor cuprindeau abraziuni, arsuri severe și fracturi.
Răspunsul lui McVeigh cu privire la pierderile cauzate a fost: „Nu eu am definit regulile de implicare în acest conflict. Regulile, dacă nu sunt scrise, sunt definite de către agresor. A fost brutal, fără menajamente. Femei și copii au fost uciși la Waco și Ruby Ridge. Dai guvernului exact ceea ce oferă”.

## Reacții și asistență

### Eforturile de salvare

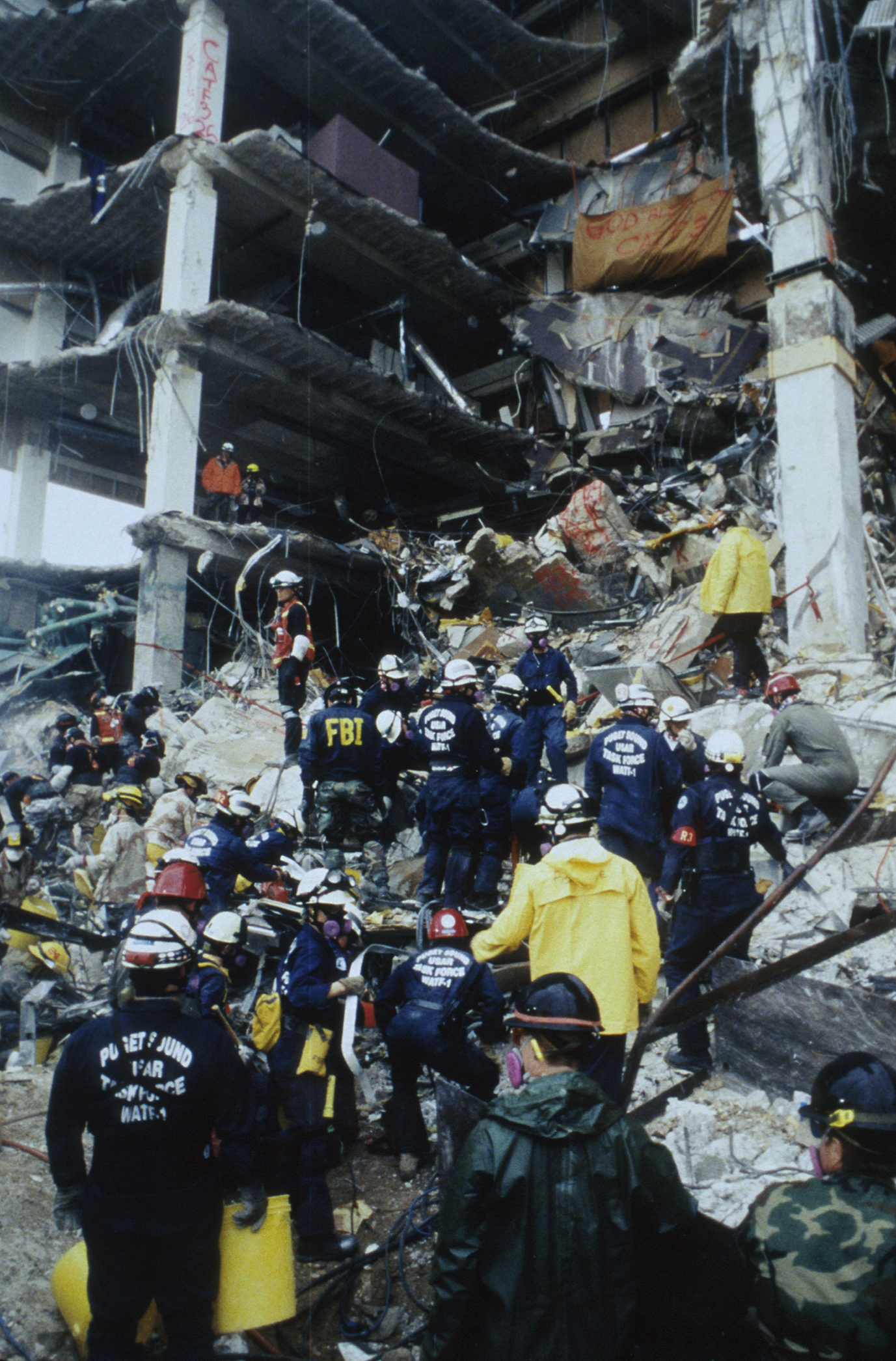
Echipele de căutare și salvare la o săptămână după atentat (26 aprilie 1995).

La 9:03 a.m., Emergency Medical Services Authority⁠(d) primea peste 1.800 de apeluri prin numărul 9-1-1 legate de atentat. Până în acel moment, ambulanțele EMSA, poliția și pompierii au auzit explozia și se îndreptau deja către clădire. Civilii din apropiere - care au fost martori sau au auzit explozia - au asistat victimele și echipele de urgență. În 23 de minute de la atac, Centrul de Operațiuni de Urgență la nivelul statului Oklahoma (SEOC) a fost pregătit, fiind format din reprezentanți ai departamentelor statale de siguranță publică, servicii civile⁠(d), militare, de sănătate și educație. Pe lângă SEOC au intervenit și Serviciul Național de Meteorologie⁠(d), Forțele Aeriene, Patrula Aerienă Civilă⁠(d) și Crucea Roșie Americană⁠(d). Aceștia au fost asistați de 465 de membri din Gard Națională Oklahoma⁠(d) - ajunși în mai puțin de o oră pentru securizarea zonei - și din Departamentului de Administrare a Urgențelor Civile.
Postul de comandă al EMS a fost pregătit aproape imediat după atentat și a supravegheat triajul victimelor, tratamentul, transportarea și decontaminarea. Un simplu plan/obiectiv a fost stabilit: tratamentul și transportarea răniților trebuiau realizate cât mai repede cu putință, erau urgent necesare provizii și personal care să lucreze cu numărul mare de pacienți, morții trebuiau să fie mutați într-o morgă temporară până la transferarea în oficiul mediului legist, respectiv să fie stabilite măsuri pentru o lungă operațiune medicală. Centrul de triaj a fost stabilit lângă clădirea Murrah, toate victimele fiind direcționate acolo. Două sute zece pacienți au fost transportați din centrul principal de triaj către spitalele din vecinătate în primele ore de la atac.
În mai puțin de o oră, 50 de persoane au fost salvate din clădirea guvernamentală. Victimele au fost trimise către fiecare spital din zonă. În ziua atentatului, 153 de persoane erau tratate la spitalul Sf. Anthony, la distanță de opt străzi de clădirea afectată, peste 70 au fost tratați la spitalul Presbiterian, 41 la spitalul Universitar și 18 la Spitalul de Copii. Pe perioade temporare în zonă se făcea liniște astfel încât instrumentele capabile să detecteze bătăile inimii să fie utilizate pentru localizerea supraviețuitorilor. În unele cazuri, membre au fost amputate fără anestezie - aceasta a fost evitată pentru a elimina o potențială intrare în comă a victimelor - cu scopul de a-i elibera pe cei prinși sub rămășițe. Scena a fost periodic evacuată pe motiv că existau informații privitoare la existența altor bombe în clădire.
La 10:28 a.m., salvatorii au găsit ceea ce considerau a fi cea de-a doua bombă. Unii dintre aceștia au refuzat să plece până când poliția nu ordona evacuarea obligatorie pe o rază de patru străzi în jurul clădirii. S-a determinat că instrumentul descoperit era un proiectil de 0.9 metri de BGM-71 TOW⁠(d) utilizat în antrenamentul agenților federali și câinilor; deși era inactivă, a fost însemnată cu textul „live” (în română: funcțională) cu scopul de a-i deruta pe traficanții de arme într-o posibilă viitoare înșcenare. După o examinare, s-a determinat că proiectilul era inactiv, iar eforturile de ajutor s-au reluat 45 de minute mai târziu. Ultimul supraviețuitor, o fetiță de 15 ani găsită sub fundamentul prăbușit al clădirii, a fost salvat în jurul orei 7:00 p.m.

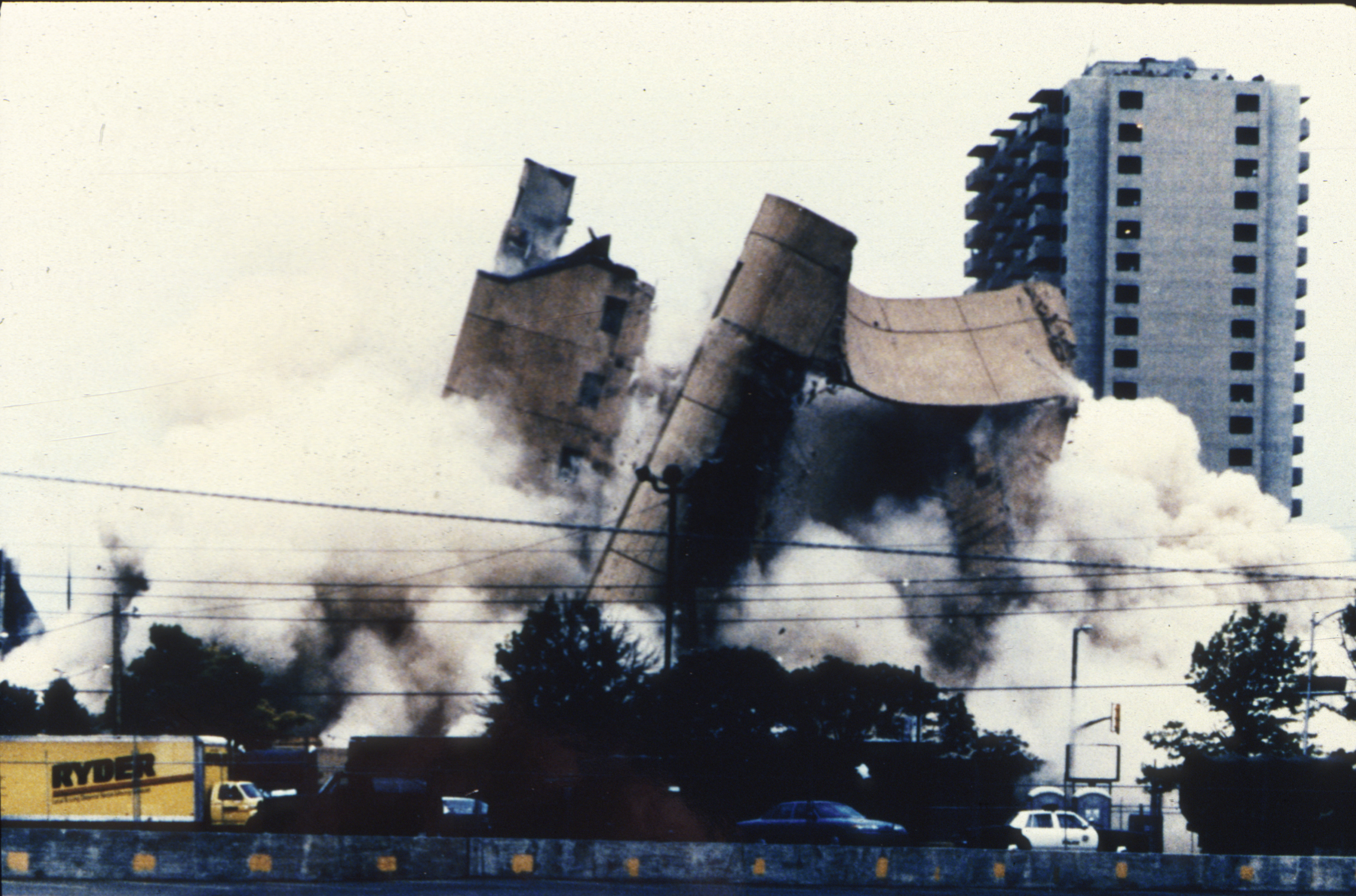
Clădirea guvernamentală Alfred P. Murrah este demolată pe 23 mai 1995. Mașina Ryder utilizată de McVeigh este asemănătoare cu cea vizibilă în partea stângă a fotografiei.

În zilele ulterioare atentatului, peste 12.000 de oameni au participat la operațiunile de salvare. FEMA a activat 11 echipe urbane de căutare și salvare, implicând în eforturi 665 de persoane. O asistentă medicală a fost ucisă în încercările de salvare după ce a fost lovită în cap de rămășițele clădirii și alți 26 de participanți au fost spitalizați din cauza a diferite răni. Două zeci și patru de unități canine K-9 și altele din afara statului au fost implicate în căutarea supraviețuitorilor și a victimelor de sub dărâmături. În încercarea de a recupera restul trupurilor, între 91 și 318 tone de moloz au fost îndepărtate din zonă în fiecare zi din 24 aprilie până în 29 aprilie.
Eforturile de salvare și recuperare au fost încheiate pe 5 mai, la ora 12:05 a.m., moment în care doar trei din numărul total de victime nu au fost recuperate. Pe motive de siguranță, clădirea a fost inițial propusă pentru demolare la scurt timp după terminarea operațiunilor. Avocatul lui McVeigh, Stephen Jones, a depus o cerere pentru amânarea demolării până când apărarea poate examina zona în perioada de pregătire ce precede procesul. La 7:02 a.m., pe 23 mai, la mai mult de o lună după atentat, clădirea guvernamentală Murrah a fost demolată. Centrul de Comandă al EMS a rămas activ și a pregătit personal disponibil 24/24 până la demolarea completă a clădirii. Ultimele trei trupuri, a doi angajați și a unui client, au fost recuperate. Timp de câteva zile după demolare, camioanele au transportat 730 tone de moloz pe zi din zonă. O parte din rămășițe au fost utilizate în procesele conspiratorilor, încorporate în monumente comemorative, donate școlilor locale sau vândute cu scopul de a aduna fonduri pentru eforturile de salvare.

### Ajutoare umanitare
Răspunsul umanitar la nivel național a fost imediat, iar în unele cazuri chiar copleșitor. Un număr imens de lucruri precum roabe, apă îmbuteliată, căști cu lampă, genunchiere, haine de ploaie și până și căști de fotbal au fost donate. Cantitatea acestor donații a cauzat probleme logistice și de inventariat până la stabilirea unor centre de donații care să accepte și să sorteze bunurile. Asociația Restaurantelor Oklahoma - care găzduia un târg de comerț în oraș - a asistat salvatorii prin oferirea a până la 20.000 de porții de mâncare pe parcursul a zece zile.
Armata Salvării a servit peste 100.000 de porții de mâncare și a furnizat peste 100.000 de poncho-uri, perechi de mănuși, căști și genunchiere salvatorilor. Rezidenții și cei din zonă au răspuns cercerii de a dona sânge. Din cele peste 9.000 de unități de sânge donat, 131 au fost utilizate, restul fiind stocate în băncile de sânge⁠(d).

### Ajutoare guvernamentale

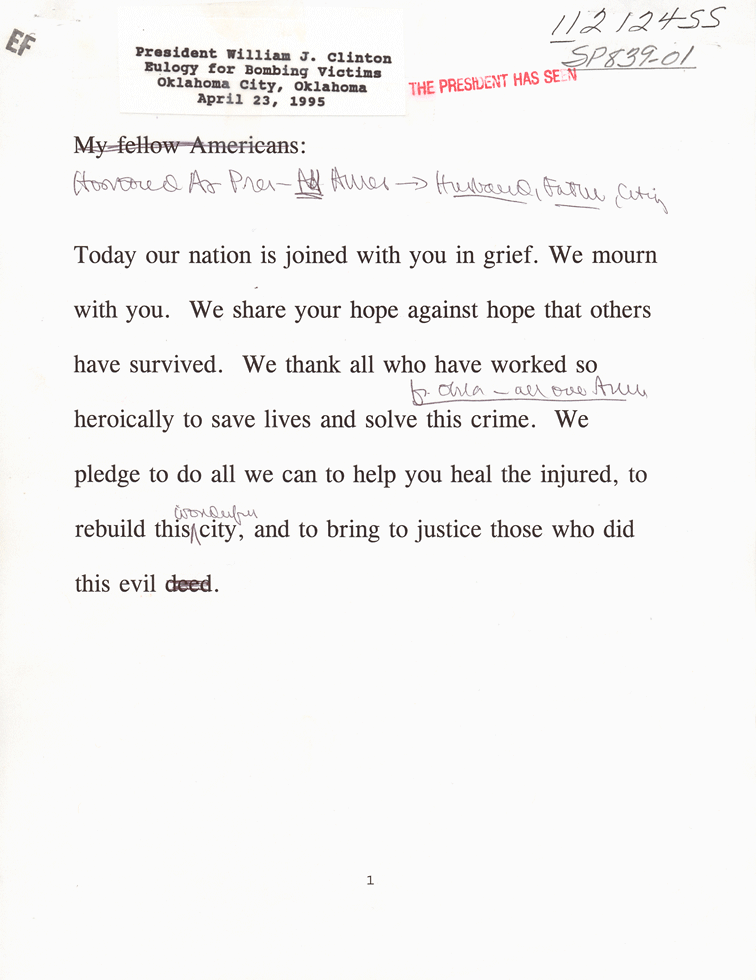
Notițele lui Bill Clinton pentru discursul adresat victimelor atentatului din Oklahoma City pe 23 aprilie 1995.

La 9: 45 a.m., guvernatorul Frank Keating a declarat starea de urgență și a ordonat ca toți muncitorii din serviciile nonesențiale să-și părăsească posturile pe motive de siguranță. Președintele Bill Clinton a aflat de atentat în jurul orei 9:30 a.m. în timpul întâlnirii cu prim-ministrul turc Tansu Çiller la Casa Albă. Înainte de a se adresa națiunii, președintele Clinton a luat în considerare oprirea tuturor zborurilor din zona Oklahoma City pentru a preveni evadarea atacatorilor prin intermediul serviciilor de transport aerian, însă s-a răzgândit. La 4:00 p.m, Clinton a declarat urgență guvernamentală în Oklahoma City și a vorbit națiunii:
Atentatul din Oklahoma City a fost un atac asupra copiilor inocenți și a cetățenilor lipsiți de apărare. A fost un act de lașitate și a fost nefast. Statele Unite nu va tolera și nu va permite oamenilor din această țară să fie intimidați de către acești lași răufăcători.
A ordonat ca drapelele de pe toate clădirile guvernamentale să fie lăsate în bernă timp de 30 de zile în memoria victimelor. Patru zile mai târziu, pe 23 aprilie 1995, Clinton le-a vorbit celor din Oklahoma City.
Nicio asistență materială guvernamentală majoră nu a fost oferită supraviețuitorilor atentatului, însă Fondul Murrah stabilit în urma atacului a atras 300.000$ în granturi guvernamentale. Peste 40$ milioane au fost donate orașului drept sprijin pentru victime și pentru zonele afectate de dezastru. Fondurile au fost inițial distribuite famililor care aveau nevoie de bani pentru a-și reface viața în timp ce restul au fost reținute pentru nevoile psihologice și medicale de lungă durată. Până în 2005 au mai rămas 18$ milioane din donații, o parte din aceștia fiind alocați pentru studiile universitare a celor 219 copii care și-au pierdut unul sau ambii părinți în atentat. O comisie condusă de Daniel Kurtenbach al Goodwill Industries⁠(d) a oferit asistentă financiară supraviețuitorilor.

### Reacții la nivel internațional
Reacțiile internaționale față de atentat au fost variate. Președintele Clinton a primit numeroase mesaj de simpatie, inclusiv din partea Reginei Elisabeta a II-a a Marii Britanii, Yasser Arafat al Organizației pentru Eliberarea Palestinei și Narasimha Rao din India. Iranul a condamnat atentatul, caracterizându-l drept un atac la adresa persoanelor nevinovate, însă a învinovățit politicile guvernului Statelor Unite pentru instigarea acestuia. Condoleanțe au mai fost primite din Rusia, Canada, Australia, Națiunile Unite și Uniunea Europeană, alături de alte națiuni și organizații.
Câteva țări s-au oferit să asiste Statele Unite atât în eforturile de salvare, cât și în investigații. Franța a oferit o unitate specială de salvare și prim-ministrul Israelului, Yitzhak Rabin, s-a oferit să trimită agenți cu experiență în acțiunile antiteroriste pentru a ajuta în investigație. Președintele Clinton a refuzat oferta Israelului pe motiv că acceptarea acesteia ar putea accentua sentimentele antimusulmane și ar pune în pericol americanii musulmani.

### Victime minore
În urma atentatului, în mass-media națională a apărut știrea că 19 dintre victime erau bebeluși și copii, mulți dintre aceștia în grădinița clădirii. La momentul exploziei existau 100 de grădinițe în 7.000 de clădiri guvernamentale în Statele Unite. McVeigh va declara mai târziu că nu era conștient de existența unui astfel de centru în momentul în care își căuta clădirea-țintă, iar dacă ar fi știut „... mi-ar fi oferit suficient timp pentru schimbarea obiectivului. Sunt foarte multe victime colaterale⁠(d)”. FBI-ul a afirmat că McVeigh a cercetat interiorul clădirii în decembrie 1994 și cel mai probabil știa de existența acestei grădinițe înainte de atac. În aprilie 2010, Joseph Hartzier, procurorul din procesul lui McVeigh, s-a întrebat cum a putut atacatorul să elimine un posibil obiectiv pentru simplul fapt că la parter exista o florărie, dar să nu observe că în clădirea Murrah „există o creșă⁠(d), că există o cooperativă de credit și un biroul al Securității Sociale?”.
Școlile din întreaga țară și-au încheiat programul mai devreme și au fost închise. O fotografie a pompierului Chris Fields ieșit de sub dărămături cu minorul Baylee Almon - care avea să moară într-un spital din apropiere - în brațe a fost retipărită la nivel global și a devenit un simbol al atentatului. Fotografia, realizată de angajatul bancar Charles H Porter IV, a câștigat Premiul Pulitzer pentru categoria „Spot News Photography” în 1996 și fost publicată în ziare și reviste timp de luni de zile după atac. Aren Almon Kok, mama lui Baylee Almon, a declarat cu privire la fotogafie că îi era „foarte greu să meargă la magazine deoarece pozele erau în culoarul din zona ieșirii. Era mereu acolo. Era devastator. Toată lumea mi-a văzut fiica moartă. Și doar asta reprezintă pentru ei. A fost un simbol. A fost o fată în brațele unui pompier. Dar era o persoană reală care a fost lăsată în urmă”.
Reportajele și imaginile media cu minori muribunzi a terorizat mulți copii care, după cum a fost demonstrat mai târziu de către cercetători, au dezvoltat simptome de stres post-traumatic. Copiii au devenit principala cauză de îngrijorare în ceea ce privește efectele asupra sănătății mintale a acestora ca urmare a atentatului și multe alte servicii legate de atentat au fost puse la dispoziția comunității, atât tinerilor, cât și bătrânilor. Aceste servicii au fost puse la dispoziție în școlile publice din Oklahoma și au implicat aproximativ 40.000 de studenți. Una dintre primele activități legate de sănătatea mintală organizate în Oklahoma City a fost un studiu clinic realizat pe elevii din gimnaziu și liceu la șapte săptămâni după atentat. Studiul avea ca subiect elevii și liceenii care nu aveau legături sau relații cu victimele atacului. Acest studiu a arătat că acești studenți, deși erau puternic emoționați de eveniment și manifestau un simț al vulnerabilității în discuțiile privitoare la acesta, nu aveau probleme la școală sau acasa spre deosebire de cei care aveau legături cu atentatul și cu victimele acestuia, aceștia din urmă fiind afectați de stresul post-traumatic.
De asemenea, copiii erau afectați din cauza pierderii părinților în atentat. Numeroși copii și-au pierdut unul sau ambii părinți în explozie, șapte dintre aceștia pierzându-și ultimul părinte. Victimele minore ale acestui dezastru au fost crescute de către părinți singuri, părinți adoptivi sau alți membri ai familiei. Adaptarea la aceste pierderi le-a creat copiilor suferințe psihice și emoționale. Un interviu a dezvăluit nopțiile nedormite și obsesia față de moarte a unuia din cel puțin zece copii orfani.
Președintele Clinton a declarat în urma vizionării imaginilor cu bebeluși salvați de sub rămășițe că era „mai mult decât nervos” și și-a dorit să „își treacă pumnul prin televizor”. Clinton și soția sa, Hillary, au cerut sprijin din partea specialiștilor în asistența medicală infantilă cu privire la modul în care trebuie să comunicăm cu aceștia despre atentat. Președintele Clinton a ținut un discurs național la trei zile după atentat, menționând următoarele: „Nu-mi doresc ca ai noștri copii să creadă lucruri teribile despre viață, viitor și adulți în general din cauza acestui fapt îngrozitor... majoritatea adulților sunt oameni buni care doresc să-i protejeze pe copiii noștri și vom trece și peste acest lucru”. Pe 22 aprilie 1995, familia Clinton a ținut un discurs în Casa Albă alături de peste 40 de angajați ai agențiilorguvernamentale și copiii acestora, adresându-se îngrijorărilor acestora într-o discuție transmisă live la radio și televiziune.

### Reportajele media
Sute de membri ai presei și ai canalelor de știri au ajuns la fața locului pentru a prezenta situația. Presa a realizat imediat că atentatul a avut loc la cea de-a doua aniversare a asediului de la Waco. Multe reportaje au emis ipoteza că atacul ar fi fost realizat de teroriști musulmani precum cei care au fost ăn spatele atentatului din 1993 de la World Trade Center⁠(d). Recțiile la aceaste reportaje au condus la atacuri asupra musulmanilor și a celor de origine arabă.
Înainte să apară dovezi care să contrazică această ipoteză, presa a prezentat povești în care indivizii acuzați făceau parte din gupuri din Orientul Mijlociu. Stereotipurile față de rasa arabă din acea perioadă au afectat mulți arabo-americani din State. Acestea ar fi influențat modul în care indivizii s-au comportat după atentat și poate explica de ce media și-a asumat că grupurile din Orientul Mijlociu au fost responsabile. În cazul atentatului din Oklahoma City, Hamzi Moghrabi, directorul Comitetului Arabo-American Antidiscriminare, a condamnat mass-media pentru atacurile care au avut loc în urma atentatului asupra musulmanilor și a arabilor.
După încheierea eforturilor de salvare, mass-media și-a redirecționat interesul către ancheta, arestarea și procesul lui Timothy McVeigh și Terry Nichols, respectiv către căutarea celui de-al doilea suspect numit „John Doe #2”. Câțiva martori au declarat că au văzut un al doilea suspect - care nu semăna cu Nichols - alături de McVeigh.
Persoanele simpatetice față de McVeigh descriu de obicei faptele sale ca reprezentând un act de război. Un exemplu este eseul The Meaning of Timothy McVeigh redactat de Gore Vidal.

## Procesele și sentințele vinovaților

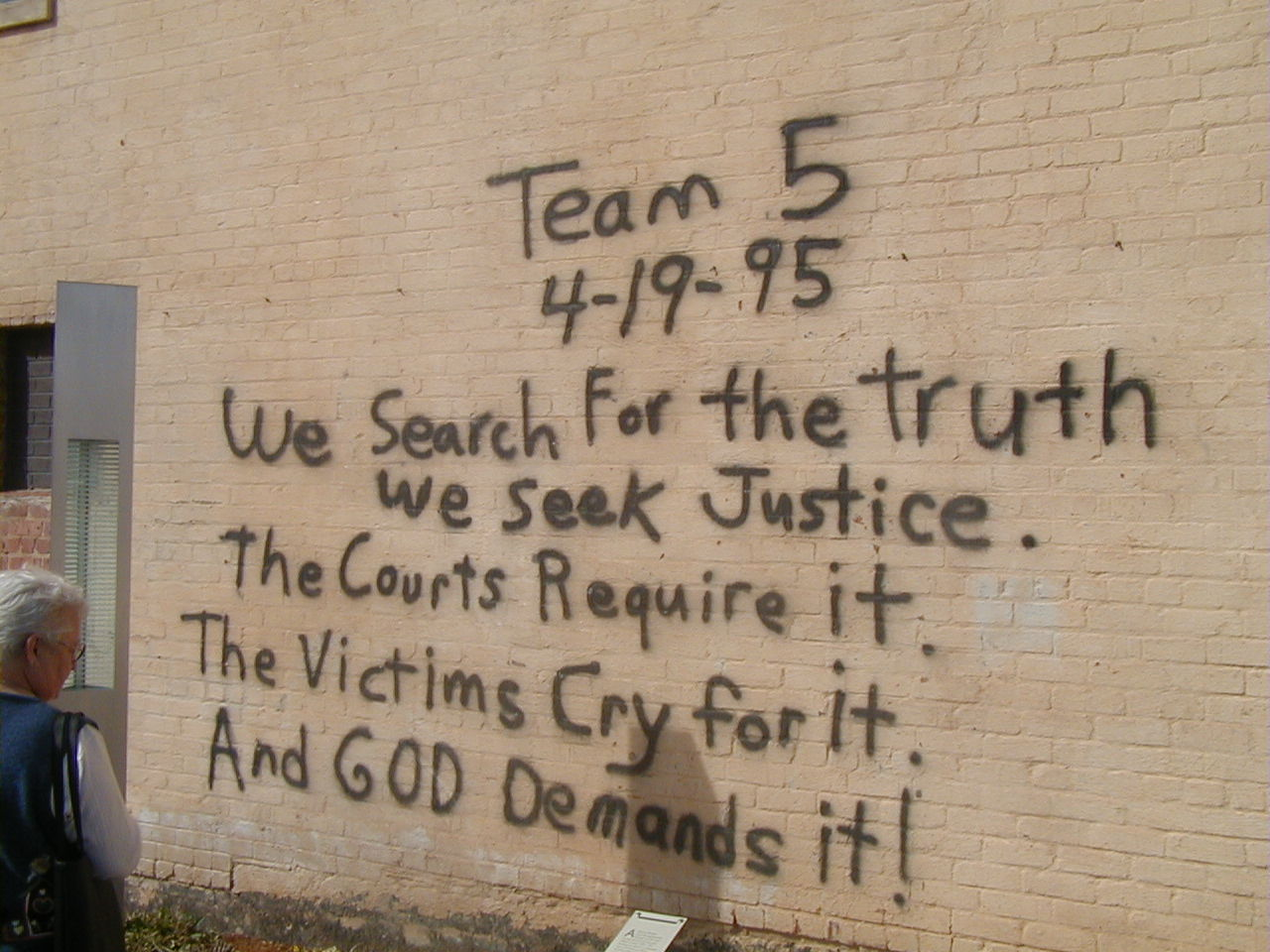
Membrii Echipei de Salvare nr. 5 își amintesc de victimele atentatului.
Textul de pe perete spune: „Căutăm adevărul. Căutăm dreptatea. Tribunalul o solicită. Victimele plâng după ea. Dumnezeu o cere!”

Biroul Federal de Investigații (FBI) a condus o investigație oficială, cunoscută sub acronimul OKBOMB, sub coordonarea agentului special Weledon L. Kennedy. Kennedy a supravegheat 900 de echipe federale, statale și locale care aplicau legea, inclusiv 300 de agenți FBI, 200 de ofițeri ai Departamentului de Poliție din Oklahoma City, 125 de membri ai Gărzii Naționale din Oklahoma și 55 de ofițeri din Departamentul Securității Publice din Oklahoma. Unitățile criminaliste constituite au fost considerate la fel de mari ca cele adunate în urma asasinării președintelui John F. Kennedy. OKBOMB a reprezentat cel mai mare caz criminal din istoria Americii; agenții FBI au realizat 28.000 de interviuri, au acumulat 3.2 t de dovezi și au colectat numeroase informații despre caz. Judecătorul guvernamental Richard Paul Matsch a ordonat ca locul în care va avea loc procesul să fie mutat din Oklahoma City în Denver, Colorado, justificând aceasta modificare pe motiv că avocații apărării nu ar avea un proces nepărtinitor în Oklahoma. Investigația a condus la procese distincte și condamnări pentru McVeigh, Nichols și Fortier.

### Timothy McVeigh
Primele declarații din procesul lui McVeigh au avut loc pe 24 aprilie 1997. Statele Unite a fost reprezentată de o echipă de procurori condusă de Joseph Hartzler. În prima sa declarație, Hartzler a schițat motivațiile lui McVeigh și doveziile împotriva sa. McVeigh, menționa acesta, a dezvoltată o ură față de guvern în perioada în care era încadrat în armată după lectura lucrării Caietele lui Turner. Convingerile sale erau fudamentate pe o ideologie tipică milițiilor care se opun creșterii taxelor și adoptării legii Brady Bill⁠(d); acestea au fost puternic consolidate și de incidentele Waco și Ruby Ridge. Acuzarea chema în instanță 137 de martori printre care Michael Fortier și soția sa Lori, respectiv sora lui McVeigh, Jennifer McVeigh, toți depunând mărturie împotriva acestuia și confirmând ura față de guvern și dorința sa de a acționa militar împotriva acestuia. Soții Fortiers au mărturisit că McVeigh le-a precizat despre planul său de a bombarda clădirea guvernamentală Alfred P. Murrah. Michael a dezvăluit că McVeigh a ales data atentatului, iar Lori a declarat că ea a creat cartea de identitate contrafăcută și utilizată pentru închirierea camionetei Ryder.
McVeigh a fost reprezentat de către o echipă formată din șase avocați sub conducerea lui Stephen Jones. Conform profesorului de drept Douglas O. Linder, McVeigh și-a dorit ca Jones să prezinte o „apărare necesare” - care să susțină că era într-un „pericol iminent”, pericol reprezentat de guvern (că atentatul său a avut ca scop prevenirea unor crime viitoare ale guvernului, crime precum cele săvârșite la Waco și Ruby Ridge). McVeigh a susținut că „iminent” nu înseamnă „imediat”: „Dacă o cometă se năpustește asupra pământului și a depășit de mult orbita lui Pluto, aceasta nu este un pericol imediat pentru pământ, însă este un pericol iminent”. În ciuda dorințelor lui McVeigh, Jones a încercat să discrediteze cazul procurorilor prin încercarea de a insufla îndoieli întemeiate. De asemenea, Jones credea că faptele lui McVeigh erau doar o parte dintr-o mare conspirație și a încercat să-l prezinte drept un „țap ispășitor desemnat”, însă McVeigh nu a fost de acord cu Jones. După audiere, judecătorul Matsch a decis în mod independent că dovezile privitoare la o mare conspirație sunt mult prea inconsistente pentru a fi acceptate. Pe lângă susținerea ideii că bombardarea nu ar fi putut fi pusă în practică doar de acești doi oameni, Jones a încercat să creeze îndoieli întemeiate prin faptul că nimeni nu l-a văzut pe McVeigh lângă scena crimei, iar ancheta atentatului a ținut doar doar două săptămâni. Jones a prezentat 25 de martori timp de o săptămână, inclusiv pe doctorul Frederic Whitehurst. Deși Whitehurst a descris banala investigație a zonei realizată de cei de la FBI și modul în care au tratat celelalte dovezi esențiale, acesta nu a reușit să scoată în evidență vreo dovadă directă care să fi fost contaminată.

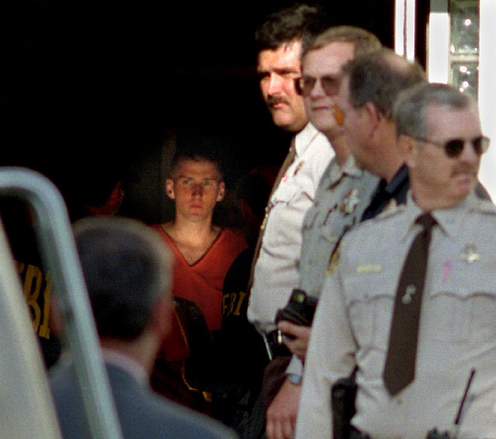
Timothy McVeigh în custodia poliției din Perry. Poză realizată la două zile după atentat.

Un punct esențial de dispută în acest caz a fost piciorul stâng amputat găsit după atacul cu bomă. Deși s-a crezut inițial că aparținea unei persoane de sex masculin, s-a determinat mai târziu că îi aparținea lui Lalesha Levy, membră a Forțelor Aeriene Americane ucisă în atentat. Sicriul lui Levy a fost redeschis pentru a-i înlocui piciorul stâng cu cel propriu. Celălalt picior a fost îmbălsămat, astfel extragerea ADN-ului a devenit imposibilă. Jones a susținut că piciorul putea să-i aparțină altui conspirator, așa-zisul John Doe #2. Procurorii au discutat afirmația și au declarat că piciorul ar putea să-i aparțină oricărei victime dintre cele opt înmormântate fără piciorul stâng.
Numeroase scurgeri de informații din conversațiile pe care McVeigh și avocații săi le-au avut au început să apară în mass-media. Printre acestea era și o confesiune despre care se spune că ar fi fost inclusă accidental pe o dischetă și trimisă presei, McVeigh considerând că acest fapt i-a compromis șansa de a avea un proces corect. Un ordin de confidențialitate a fost impus pe parcursul procesului, interzicând avocaților acuzării și apărării comentarea dovezilor, procedurilor și opiniilor legate de proces în presă.
Juriul a deliberat timp de 23 de ore. Pe 2 iunie 1997, McVeigh a fost găsit vinovat în toate cele 11 acuzații de crimă și conspirație. Deși apărarea a susținut reducerea pedepsei la închisoare pe viață, McVeigh a fost condamnat la moarte. În mai 2001, Departamentul de Justiție a anunțat că FBI-ul nu a reușit să furnizeze peste 3.000 de documente echipei lui McVeigh. De asemenea, acesta a anunța că execuția va fi amânată timp de o lună, perioadă în care apărarea va revizui documentele. Pe 6 iunie, judecătorul federal Richard Paul Matsch a concluzionat că documentele nu vor demonstra nevinovăția lui McVeigh și a ordonat aplicarea sentinței. După ce președintele George W. Bush a aprobat execuția - McVeigh era un deținut federal și legile federale dictează că președintele trebuie să aprobe execuția acestora -, acesta a fost executat prin injecție letală la Complexul Corecțional Federal Terre Haute în Terre Haute, Indiana, pe 11 iunie. Aceasta a fost transmisă prin supraveghere video astfel încât rudele victimelor să o poată vizualiza. Execuția lui McVeigh a fost prima execuție federală din ultimii 38 de ani.

### Terry Nichols
Nichols a fost judecat de două ori. Prima dată de către guvernul federal în 1997, fiind găsit vinovat de încercarea de a construi arme de distrugere în masă și de opt cazuri de omor prin imprudență de către ofițerii federali. După ce fost condamnat la închisoare pe viață fără posibilitatea eliberării condiționate la 4 iunie 1998, în anul 2000, statul Oklahoma a încercat să modifice rezultatul cerând pedepsa cu moartea pentru 161 de cazuri de omucidere (160 de agenți non-federali și un fetus). Pe 26 mai 2004, juriul l-a găsit vinovat pentru toate capetele de acuzare, însă au ajuns în impas în cazul pedepsei cu moartea. Atunci judecătorul Steven W. Taylor a determinat sentința de 161 de condamnări consecutive pe viață fără drept de eliberare condiționată. În martie 2005, investigatorii FBI au realizat în baza unui pont o percheziție în fosta casă a lui Nichols și au mai descoperit explozibili.

### Michael Fortier
Michael și Lori Fortier au fost considerați complici din cauza preștiinței lor cu privire la planul atentatului. Pe lângă faptul că Michael l-a asistat pe McVeigh în cercetarea clădirii federale, Lori l-a ajutat pe acesta din urmă cu contrafacerea unui carnet de conducere în baza căruia să poată închiria mașina prin serviciul Ryder. Fortier a fost de acord să mărturisească împotriva lui McVeigh și Nichols în schimbul reducerii sentinței și acordării imunității soției sale. Acesta a fost condamnat pe 27 mai 1998, la 12 ani de închisoare și amendat cu 75.000$ deoarece nu a anunțat autoritățile. Pe 20 ianuarie 2006, după ce a executat zece ani și jumătate din pedeapsă, Fortier a fost eliberat pentru bună purtare în programul de protecție a martorilor și i-a fost creată o nouă identitate.

### Alți suspecți
Niciun „John Doe #2” nu a fost vreodată identificat, nimic conclusiv nu s-a raportat cu privire la persoana a cărui picior stâng amputat a fost găsit, iar guvernul nu a mai investigat pe altcineva în legătură cu atentatul. Deși echipa apărării a sugerat atât în procesul lui McVeigh, cât și în cel al lui Nichols, că alte persoane au fost implicate, judecătorul Steven W. Taylor nu a considerat dovezile prezentate ca fiind relevante sau credibile, cei doi fiind singurii implicați în mod direct în atentat. Când McVeigh a fost întrebat dacă existau alți conspiratori, acesta a răspuns că „nu puteți suporta adevărul! Deoarece adevărul este că eu am aruncat în aer clădirea Murrah și nu este oarecum înfricoșător faptul că un singur om poate cauza un astfel de infern?”. În dimineața zilei în care McVeigh urma să fie executat, o scrisoare în care acesta scris „Pentru obsedații de teorii ale conspirației care refuză să creadă acest lucru, voi întoarce roata și voi spune: Arătați-mi unde aveam nevoie de ceilalți. Finanțare? Logistic? Experiență tehnică? Putere intelectuală? Strategie? ... Arătați-mi unde avea nevoie de un întunecat, misterios Domn X!” a fost eliberată.

## Consecințe
În 48 de ore de la atac, cu ajutorul asistenței General Services Administration (GSA), birourile federale afectate și-au putut continua operațiunile în alte părți ale orașului. Conform afirmațiilor lui Mark Potok, directorul Intelligence Project  în cadrul Southern Poverty Law Center, organizația sa a urmărit alte 60 de comploturi de terorism domestic la scală mai mică între anii 1995 și 2005. O parte dintre acestea au fost descoperite și prevenite în timp ce altele au cauzat distrugeri serioase ale infrastructurii, victime și alte probleme. Potok a dezvăluit că în 1996 au existat aproximativ 858 de miliții domestice și alte grupări antiguvernamentale, însă numărul acestora a scăzut la 152 în 2004. La scurt timp după atentat, FBI-ul a angajat încă 500 de agenți cu scopul anchetării unor potențiale acte de terorism domestic.

### Legislația
În urma atentatului, guvernul Statelor Unite a adoptat o serie de legi, cea mai importantă fiind Antiterrorism and Effective Death Penalty Act of 1996. Ca reacție la judecarea conspiratorilor în alt stat, legea Victim Allocution Clarification Act din 1997 a fost semnată pe data de 20 martie 1997, de către președintele Clinton și le permite victimelor atentatului - și victimelor unor viitoare astfel de atentate - dreptul să urmărească procesele și să depună mărturie în audieri. După adoptarea acestei legislații, Clinton a declarat că „atunci când cineva este victimă, el sau ea ar trebui să reprezinte nucleul procesului juridic, nu să-l urmărească de pe margine”.
În anii ulteriori atacului, oamenii de știință, experții în securitate și ATF au cerut Congresului să dezvolte o legislație care să-i oblige pe clienți să se identifice atunci când achiziționează fertilizator cu azotat de amoniu, iar vânzătorii să păstreze un raport al vânzării acestui produs. Criticii au susținut că fermierii utilizează în mod legal cantități uriașe din acest tip de îngrășământ, iar începând din 2009, doar Nevada și Carolina de Sud obligă identificarea la achiziționare. În iunie 1995, Congresul a adoptat p legea prin care agenții chimici să fie introduși în dinamită sau altți explozibili astfel încât să poată fi depistat producătorul bombei. În 2008, Honeywell a anunțat că a dezvoltat un fetilizator pe bază de azot care nu poate fi detonat în urma amestecării cu combustibil. Compania a fost asistată de către Departamentul de Securitate Internă în producerea acestui fetilizator (Sulf-N 26) pentru comercializare. Sulfatul de amoniu, prezent în acesta, îi limitează puterea de explozie.

### Programa școlară în Oklahoma
În deceniul ulterior atentatului, școlile publice din Oklahoma au fost criticate din cauza neintroducerii în programa școlară a evenimentelor din 19 aprilie 1995, cu precădere în manualele de istorie. Oklahoma History este un curs obligatoriu de un semestru necesar absolvirii liceului; totuși, atentatul este prezentat în cel mult două pagini în majoritatea manualelor. Testele statale PASS (Priority Academic Student Skills) nu obligă studentul să învețe despre atentat, concentrându-se mai mult asupra altor subiecte precum corupția și Dust Bowl. Pe 6 aprilie 2010, „House Bill 2750” a fost semnată de guvernatorul Brad Henry, lege prin care evenimentul devine subiect în curriculumul școlilor din Oklahoma și în orele de istorie universală.
La data semnării articolului legislativ, guvernatorul Henry a declarat următoarele: „Deși evenimentele din 19 aprilie 1995 ar putea fi gravată în mințile noastre și în ale locuitorilor din Oklahoma care-și amintesc acea zi, avem o generație de locuitori care au foarte puține cunoștințe sau chiar deloc cu privire la evenimentele din acea zi ... Le datorăm victimelor, supraviețuitorilor și tuturor persoanelor afectate de acest tragic moment să reținem ziua de 19 aprilie 1995 și să înțelegem ce a însemnat și ce înseamnă pentru acest stat și această națiune”.

### Construcția și securitatea clădirilor

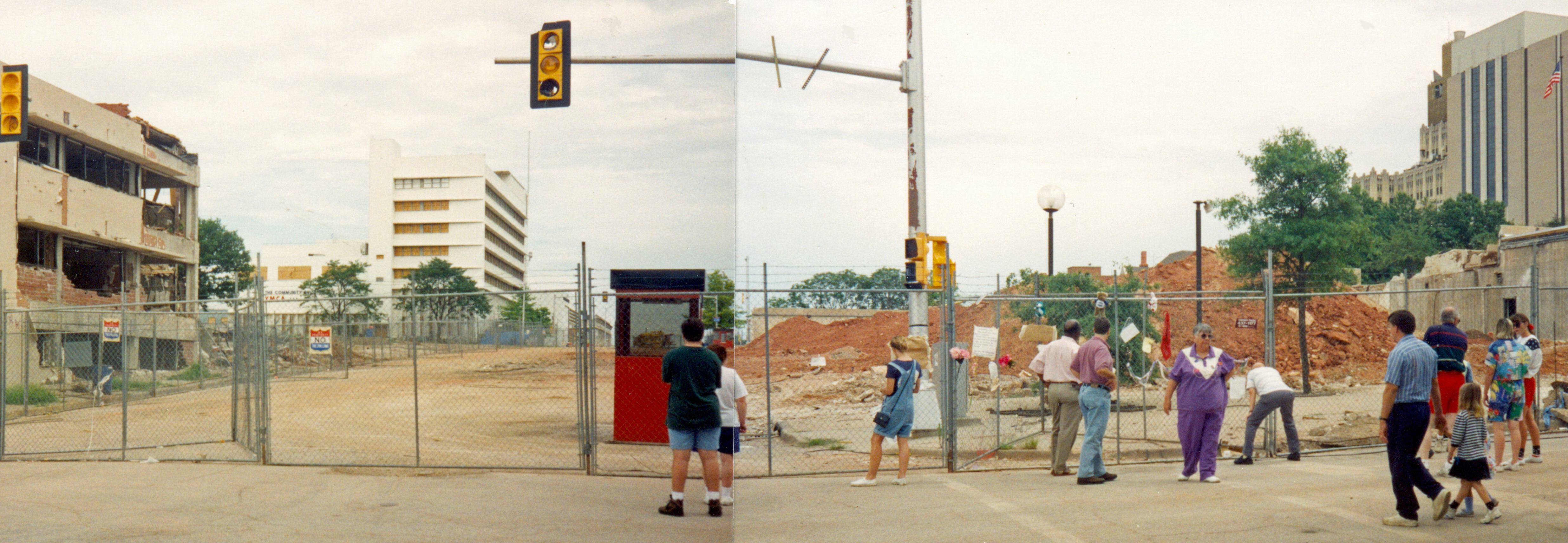
Zona clădirii Murrah după demolare, la trei luni de la atentat.

În săptămânile ulterioare atacului, guvernul federal a ordonat ca toate clădirile federale din toate orașele importante să fie înconjurate cu bariere Jersey prefabricate pentru a preveni alte atacuri similare. Ca parte a unui plan pe termen lung al securității clădirilor federale din Statele Unite, majoritatea acestor bariere temporare au fost înlocuite cu unele permanente, mai estetice și bine consolidate. Mai mult, toate noile clădiri federale construite astăzi trebuie să includă bariere rezistente și să existe o distanță imensă între aceasta și străzile din zonă pentru a reduce vulnerabilitatea în fața mașinilor cu explozibili. Pentru clădirile FBI, de exemplu, trebuie să existe o distanță de 30 metri față de stradă. Costul integral al îmbunătățirii securității în clădirile federale din jurul lumii ca răspuns la atentat a depășit 600$ milioane.
Clădirea Federală Murrah a fost considerată atât de sigură încât a angajat un singur paznic. În iunie 1995, DOJ a emis Vulerability Assessment of Federal Facilities, cunoscut și sub denumirea de Raportul Marshals, a cărui rezultate au condus la o evaluare amănunțită a securității tuturor clădirilor federale și la stabilirea unui sistem de clasificare a riscurilor pentru peste 1.300 de clădiri aflate în proprietatea guvernului federal sau închiriate de către acesta. Zonele federale au fost împărțite în cinci niveluri de securitate, începând cu nivelul 1 (necesită securitate minimă) și terminând cu nivelul 5 (maximum). Clădirea Alfred P. Murrah a fost considerată o construcție de nivelul 4. Cele 52 de ameliorări în domeniul securității constau în bariere fizice, supraveghere video, planificarea dezvoltării zonei, întărirea fațadei clădirilor pentru rezistență, geamuri termopane pentru a reduce cioburile de sticlă și victimele, respectiv modificarea structurii pentru a preveni prăbușirea.
Atentatul a contribuit la îmbunătățirea din punct de vedere ingineresc a clădirilor astfel încât acestea să reziste la forțe extreme, ameliorări implementate în schița noii clădiri federale din Oklahoma City. Seria de documentare a canalului National Geographic, intitulată Seconds From Disaster, a sugerat că supraviețuirea clădirii federale Murrah ar fi fost posibilă dacă aceasta ar fi fost construită conform schițelor anticutremur utilizate în California.

### Impactul din perspectiva lui McVeigh
McVeigh a considerat că atacul cu bombă a avut un impact pozitiv asupra politicilor guvernului. A adus ca dovadă rezolvarea pașnică a conflictului cu Montana Freeman în 1996, înțelegea în valoare de 3.1$ milioane dintre guvern și Randy Weaver materializată la patru luni după atentat și regretele lui Bill Clinton din aprilie 2000 cu privire la atacul asupra sectei Branch Davidian. McVeigh a declarat că „Odată ce-i spargi nasul bătăușului și acesta știe că va fi lovit din nou, își va schimba obiceiurile”.

### Teorii ale conspirației
O varietate de teorii ale conspirației au fost propuse în contextul evenimentelor din 19 aprilie 1995. Unele teorii pretind că indivizi din guvern, printre care și președintele Bill Clinton, ar fi știut de planul bombardării și nu au acționat. Altele se concentrează pe rapoartele inițiale transmise de mass-media cu privire la numeroase alte bombe neactivate din interiorul clădirii, concluzionând că acestea reprezintă dovezi ale unei demolări controlate; în urma atacului, operațiunile de căutare și salvare din zonă au fost oprite temporar până când autoritățile federale și pirotehniștii din Oklahoma City au declarat locul sigur. Conform atât unui raport alcătuit de FEMA, cât și unui memorandum emis de Atlantic Command al Statelor Unite în ziua ulterioară atentatului, o a doua bombă localizată în interiorul clădirii a fost dezamorsată în timp ce o a treia fost evacuată. O parte dintre teorii se concentrează pe co-conspiratorii implicați în atentat. Există teorii care susțin că atacul a fost înșcenat de guvernul SUA milițiilor sau că acesta avea nevoie de un motiv pentru a adopta o nouă legislație antiterorism, utilizându-l pe McVeigh drept țap ispășitor. Alte teorii ale conspirației sugerează că agenții străini, cu precădere teroriștii musulmani, însă și guvernul japonez sau neonaziștii germani, au fost implicați în atentat. Experții au discutat teoriile, iar dosarele cu investigațiile guvernamentale au fost redeschise deseori pentru verificarea acestor teorii.

## Probleme în evacuare
De îndată ce explozia a avut loc, o stare haotică a cuprins străzile din apropiere. Cei care au reușit să părăsească clădirea Murrah au facut-o, în timp ce alții, prinși sub dărămături, au așteptat ajutorul salvatorilor și voluntarilor. Conform raportajului CNN, alte clădiri federale din zona centrală n-au fost complet evacuate, însă cei care au putut să părăsească orașul au fost încurajați să o facă. Acest trafic și cel cauzat de oamenii care plecau din zonele care înconjurau clădirea Murrah au blocat străzile, echipele de salvare și căutare fiind întârziate. Câteva agenții, printre care Federal Highway Administration și City of Oklahoma City, au evaluat reacție urgentă a serviciilor și au propus planuri pentru ameliorarea acestuia, respectiv au abordat problemele care au împiedicat operațiunea de salvare. Din cauza străzilor blocate și a numărului de agenții trimise la fața locului, comunicarea dintre filialele guvernamentale și salvatori a fost dezordonată. Grupurile nu erau conștiente de operațiunile efectuate de către ceilalți, creându-se astfel conflicte și întârzieri în procesul de căutare și salvare. În raportul ulterior acțiunilor, The City of Oklahoma City au declarat că o mai bună comunicare și baze unice pentru agenții ar fi mai folositoare pentru cei aflați în situații de urgență. În urma evenimentele de pe 11 septembrie 2001, luând în considerare și alte situații precum atentatul din Oklahoma City, Federal Highway Administration a propus ideea că zonele metropolitane importante să creeze căi de evacuare pentru cetățeni. Aceste trasee ar permite echipelor de salvare și agențiilor guvernamentale să intre în zona dezastrului mai repede. Contribuind la evacuarea civililor și la introducerea echipelor de salvare, numărul victimelor ar putea să scadă.

## Ceremonii de comemorare

### Oklahoma City National Memorial
La doi ani de la atentat, singurele lucruri realizate în memoria victimelor au fost dpunerea de mii de oameni a unor jucării de pluș, crucifixuri, scrisori și alte chestiuni personale lângă gardul de securitate din jurul zonei clădirii. Multe sugestii au fost transmise primăriei, însă o comisie oficială însărcinată cu planificarea unui monument comemorativ a fost întemeiată abia în târziul anului 1996 când Murrah Federal Building Memorial Task Force, formată din 350 de membri, a fost stabilită cu scopul formulării unor planuri pentru o construcție în memoria victimelor atentatului. Pe 1 iulie 1997, schița câștigătoare a fost aleasă în mod unanim de 15 membri din 624 de sugestii. Monumentul comemorativ a costat 29$ milioane, bani obținuți din fonduri publice și private. Construcția face parte din National Service Park și a fost schițată de arhitecții locali Hans Butzer,Teorrey Butzer și Sven Berg. A fost inaugurat de către peședintele Clinton pe 19 aprilie 2000, la exact 5 ani de la atentat. În primul an, monumentul a avut 700.000 de vizitatori.
Monumentul comemorativ include o piscină reflectantă flancată de două porți uriașe, prima gravată cu textul „9:01” și cealaltă cu „9:03”, piscina reprezentând momentul exploziei. Pe partea sudică a monumentului se află o zonă cu scaune simbolice din piatră și bronz - unul pentru fiecare persoană decedată, aranjate după etajul la care aceasta se afla. Scaunele reprezintă scaunele libere din jurul meselor famililor care au pierdut membri în atentat. Scaunele copiilor uciși sunt mai mici decât cele ale adulților. Pe cealaltă parte se află „pomul supraviețuitor”, parte din spațiile verzi ale clădirii care au supraviețuit exploziei și incendiului care i-a urmat. Monumentul comemorativ nu a modificat o parte din fundația clădirii pentru a permite vizitatorilor să observe dimensiunea distrugerilor.  O parte din gardul utilizat în jurul clădirii afectate - lângă care au fost puse peste 800.000 de lucruri în memoria victimelor, mai târziu fiind depuse la Oklahoma City Memorial Foundation - face astăzi parte din secțiunea vestică a monumentului. La nord de acesta se află Journal Record Bulding care găzduiește azi Muzeul Național Comemorativ Oklahoma City, afiliat National Park Service. De asemenea, construcția conține National Memorial Institute for the Prevention of Terrorism (în română: Institutul Național Comemorativ pentru Prevenirea Terorismului), un centru de pregătire a oamenilor legii.

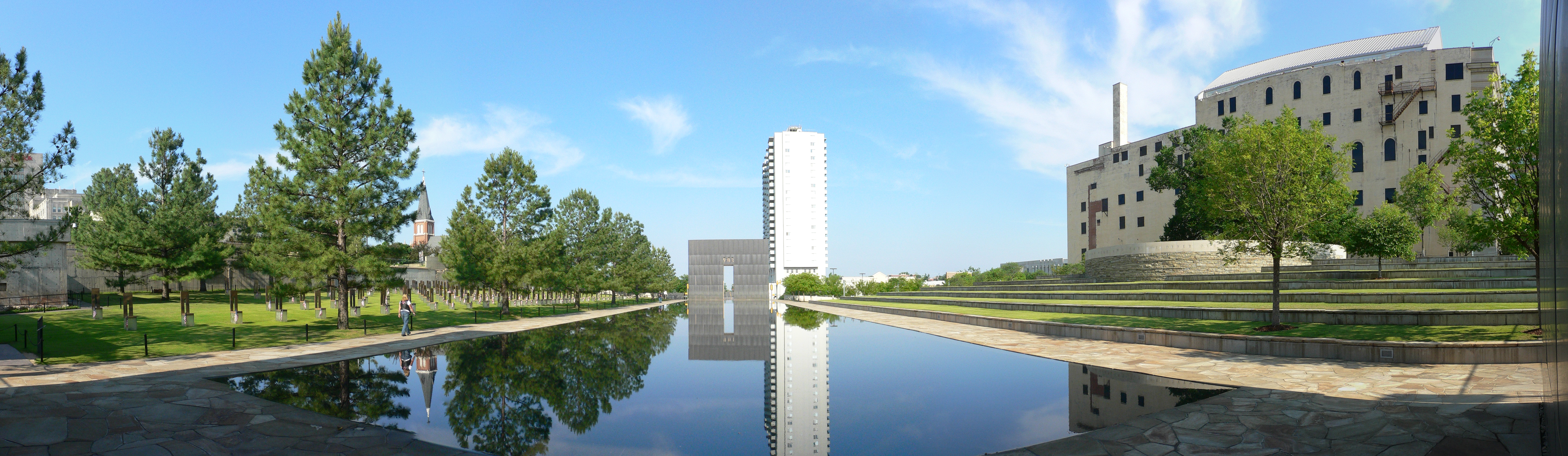
Perspectivă panoramică asupra monumentului comemorativ. de la stânga la dreapta se află scaunele din bronz și piată, Poarta Timpului și Piscina reflectantă, Pomul Supraviețuitor și Journal Record Building.

### Vechea Catedrală Sf. Iosif
În colțul adiacent monumentului comemorativ se află o sculptură intitulată „And Jesus Wept”, ridicată de Vechea Catedrală Sf. Iosif. Aceasta - una dintre primele biserici din oraș construite din cărămizi și mortar - a fost aproape în întregime distrusă de suflul exploziei. Statuia nu face însă parte din monument.

### Ceremonii comemorative
O ceremonie este organizată în fiecare an în memoria victimelor atentatului. Un maraton anual atrage mii de oameni și permite participanților să sponsorizeze victimele evenimentului. La aniversarea a 10 ani de la atentat, orașul a organizat diferite activități timp de 24 de zile, inclusiv o săptămână cu mai multe evenimente intitulată National Week of Hope din 17 aprilie până în 24 aprilie 2005. La fel ca în anii precedenți, comemorarea a început la 9:02 a.m., marcând momentul în care bomba a explodat prin tradiționalele 168 de secunde de liniște - una pentru fiecare personaă ucisă. Activitățile au inclus și tradiționala lecturare a numelor, citite de copii pentru a simboliza viitorul orașului Oklahoma City.
Vice-președintele Dick Cheney, fostul președinte Clinton, guvernatorul Oklahoma Brad Henry, Frank Keating, guvernatorul Oklahoma la momentul exploziei și alți demnitari politici au participat la comemorări și au susținut discursuri în care au accentuat ideea că „binele va învinge răul”. De asemenea, rudele victimelor și supraviețuitorii au fost prezenți pe parcursul slujbei la First United Methodist Church (în română: Prima Biserică Metodistă Unită) în Oklahoma City.
Președintele George W. Bush a menționat într-o declarație scrisă dedicată aniversării că: „Pentru supraviețuitorii crimei și pentru familile morților durerea continuă”. Bush a fost invitate, însă nu a participat la servicii deoarece era în drum spre Spingfield, Illinois unde trebuia să inaugureze Muzeul și Biblioteca Prezidențială Abraham Lincoln. Cheney a participat în locul acestuia.